# Tecos de la Universidad Autónoma de Guadalajara/2007
Deze pagina geeft een overzicht van de Tecos-wielerploeg in 2007.

## Renners
| Naam                   | Geboortedatum | Nationaliteit | Ploeg 2006                       |
| ---------------------- | ------------- | ------------- | -------------------------------- |
| Omar Cervantes         | 18-01-1985    | Mexico        | Chivas Cycling Team              |
| Bernardo Colex         | 03-07-1983    | Mexico        | Chivas Cycling Team              |
| Fausto Esparza         | 02-06-1974    | Mexico        |                                  |
| Rodolfo Fernández      | 09-03-1981    | Mexico        |                                  |
| José García            | 29-01-1976    | Mexico        |                                  |
| Luis Alfredo Gutiérrez | 09-10-1981    | Mexico        | geen                             |
| Hérbert Gutiérrez      | 13-02-1973    | Colombia      | geen                             |
| Gregorio Ladino        | 18-01-1973    | Colombia      |                                  |
| Luis Macías            | 14-05-1982    | Mexico        | Chivas Cycling Team              |
| Juan Pablo Magallanes  | 06-02-1982    | Mexico        | 3C Casalinghi-Androni Giocattoli |
| Francisco Matamoros    | 04-09-1980    | Mexico        |                                  |
| John Fredy Parra       | 09-11-1974    | Colombia      |                                  |
| Héctor Rangel          | 29-08-1980    | Mexico        |                                  |
| José Carlos Valdez     | 02-09-1986    | Mexico        | Chivas Cycling Team              |
| Jesús Zarate           | 05-09-1974    | Mexico        | geen                             |

## Overwinningen
Nationale kampioenschappen
 Mexico, Tijdrit, Elite: Juan Pablo Magallanes
 Mexico, Wegrit, Elite: Juan Pablo Magallanes
Ronde van Cuba
8e etappe: Jesús Zarate
11e etappe deel B: Luis Macías
Ronde van El Salvador
3e etappe: Juan Pablo Magallanes
5e etappe: Gregorio Ladino
Doble Sucre Potosí GP Cemento Fancesa
3e etappe: Bernardo Colex
Ronde van Colombia
8e etappe: John Fredy Parra
10e etappe: Juan Pablo Magallanes
2006 · 2007 · 2008 · 2009